# Автандилян, Ованес
Оване́с Автандиля́н (арм. Հովհաննէս Ավթանդիլյան, 15 февраля 1978, Ереван, Армянская ССР, СССР) — армянский прыгун в воду. Участник летних Олимпийских игр 1996 и 2000 годов.

## Биография
Ованес Автандилян родился 15 февраля 1978 года в Ереване.
В 1996 году вошёл в состав сборной Армении на летних Олимпийских играх в Атланте. В прыжках в воду с 10-метровой вышки занял 32-е место, набрав 275,64 балла и уступив 416,7 балла победителю Дмитрию Саутину из России.
В 2000 году вошёл в состав сборной Армении на летних Олимпийских играх в Сиднее. В прыжках в воду с 10-метровой вышки занял 38-е место, набрав 284,91 балла и уступив 439,62 балла победителю Тянь Ляну из Китая.
В 2007 году участвовал в чемпионате мира по водным видам спорта в Мельбурне, но занял последнее место на квалификационном этапе. На чемпионате мира 2003 года в Барселоне занял 32-е место, набрав 329,76 балла.
Мастер спорта Армении международного класса.
После окончания выступлений работает тренером в СДЮСШОР по прыжкам в воду имени Давида Амбарцумяна в Ереване.